# معركة معبر شيبكا
معركة معبر شيپكا أو ممر شِبقا (بالتركية: Şıpka Geçidi Muharebeleri)‏(بالإنجليزية: Battle of Shipka Pass)‏ هي إحدى معارك الحرب العثمانية الروسية خلال الفترة الممتدة من 1877م واستمرت حتى 1878م. شارك بها قوات الدولة العثمانية من جانب والامبراطورية الروسية والمتمردين البلغار على الحكم العثماني من جانب آخر. كانت المعركة تهدف للسيطرة على ممر شيپكا الحيوي وكانت اللحظة الحاسمة في أغسطس 1877م عندما صدت مجموعة مكونة من 5 آلاف بلغاري و2500 روسي هجوما كبيرا للعثمانيين مكوَّن من 40 ألف جندي عثماني. تكونت المعركة من أربعة اشتباكات: الاشتباك الأول في 17 إلى 19 يوليو 1877م والاشتباك الثاني 21 أغسطس 1877م والاشتباك الثالث كان في الفترة من 13 إلى 17 سبتمبر 1877م، أما الاشتباك الأخير فكان في الفترة من 5 إلى 9 يناير 1878م وانتهت المعارك بانتصار روسيا وحلفاءها.